# Kanten, Vasa
Kanten är en halvö i Finland. Den ligger i kommunen Vasa i landskapet Österbotten, i den västra delen av landet, 400 km nordväst om huvudstaden Helsingfors.